# 郭嵩
郭嵩（？—？），字叔中，號少岡，湖廣承天府潛江縣人，民籍，明朝政治人物。

## 生平
嘉靖三十一年（1552年）壬子科湖廣鄉試第五十名舉人。嘉靖三十二年（1553年）中式癸丑科會試第一百二十九名，三甲第一百七十三名進士。礼部观政，授浙江杭州府推官，三十六年八月选授兵科给事中，巡视京营，三十九年六月升兵科右。

## 家族
曾祖郭允榮；祖父郭璡；父郭世朝，監生。母柴氏。兄郭嵓（贡士）、郭岱（見任鄧州知州）、弟郭㠐、郭岳、郭峕。